# Seitersdorfer Bach
Der Seitersdorfer Bach ist ein linker Zufluss des Erlbachs bei Haundorf im mittelfränkischen Landkreis Weißenburg-Gunzenhausen.

## Verlauf
Der Seitersdorfer Bach entspringt im Spalter Hügelland auf einer Höhe von 462 m ü. NN westlich von Seitersdorf und südlich des Mittelbergs, nahe der Europäischen Hauptwasserscheide und unweit der Kreisstraße WUG 22. Er fließt beständig in östliche Richtung und durchfließt, teils kanalisiert, Seitersdorf. Der Seitersdorfer Bach mündet auf einer Höhe von 416 m ü. NN östlich von Seitersdorf und südlich von Straßenwirthshaus von links in den Erlbach.